# Leptoplanidae
Famille
Les Leptoplanidae sont une famille de vers plats marins, de la super-famille des Leptoplanoidea, du sous-ordre des Acotylea et de l'ordre des Polycladida.

## Systématique
Le nom valide complet (avec auteur) de ce taxon est Leptoplanidae Stimpson, 1857.

## Liste des genres
Selon la base de données World Register of Marine Species (13 novembre 2023), la famille des Leptoplanidae regroupe les genres suivants :
- genre Bisacculosuteri Ramos-Sanchez, Bahia & Rolando  Bastida-Zavala, 2019
- genre Bivesiculoplana Pineda-López & González-Bulnes, 1984
- genre Indiplana Stummer-Traunfels, 1933
- genre Itannia Marcus, 1947
- genre Leptoplana Ehrenberg, 1831
- genre Leptoplanella Faubel, 1983
- genre Longiprostatum Hyman, 1953
- genre Parviplana Hyman, 1953

Synonymes et taxons inutilisés
- Sous-famille Leptoplaninae Marcus, 1947  : vide d'espèce
  - genre Haploplana Bock, 1913, accepté comme Euplanoida Faubel, 1983 (dans super-famille des Stylochoidea)
  - genre Suzakia Kato, 1934, accepté comme Discoplana Bock, 1913 (voir Taxons incertae sedis de Plathelminthes)